# Variimorda hladili
Variimorda hladili là một loài bọ cánh cứng trong họ Mordellidae. Loài này được Horák miêu tả khoa học năm 1985.